# Amiloidosi AA
L'Amiloidosi AA, anche detta Amilodosi reattiva secondaria sistemica, è una forma amiloide da deposizione di fibrille AA, derivanti dalla proteina SAA, tipica della Reazione di fase acuta.

## Eziologia e patogenesi
È associata a infiammazioni di lunghissima durata o malattie neoplastiche:
- Malattie reumatiche
- Flogosi intestinali
- Osteomelite cronica
- Linfoma di Hodgkin
- Carcinoma renale
- Febbre mediterranea familiare
- TBC

È infatti tipica di soggetti che sono affetti da artrite reumatoide (15-20%), tubercolosi o che fanno uso di eroina.
In questi casi abbiamo una produzione altissima di proteine di fase acuta sotto stimolo delle citochine, in particolare di SAA (Sieroamiloide A) a livello del fegato. Questa viene fagocitata dai macrofagi tissutali e digerita dalle loro proteasi. Si possono quindi formare frammenti dei primi 76 amminoacidi, in grado di formare fibrille β-foglietto e di legare all'N-terminale eparansolfato e sostanza AP.

## Deposizione
La deposizione dell'amiloide avviene soprattutto a livello di:
- fegato
- milza
- reni

Questi organi hanno un generale ingrossamento. Il quadro generale è quindi quello di proteinuria, epatomegalia, splenomegalia,  senza grosse alterazioni funzionali o quasi.